# Золотоніська гімназія імені С. Д. Скляренка
Золотоніська гімназія імені С.Д.Скляренка — гімназія у місті Золотоноша Черкаської області.

## Заснування гімназії
Золотоніське земство на екстреному засіданні 21 квітня 1904 р. Ухвалило рішення про відкриття приватного чоловічого училища першого розряду з програмою класичних міністерських гімназій. Оскільки процес заснування училища потребував певного часу, земство пішло на переговори з Володимиром Сергійовичем Тутолміним, який погодився перенести із м. Херсон до м. Золотоноша своє приватне училище другого розряду. Планувалося на початку навчального року відкрити у Золотоноші (буд. П. Д. Старицького) приватне училище другого розряду з програмою класичних прогімназій. Фінансуватися навчальна установа повинна була цілком за місцевий земський кошт. Одночасно планувалося звернутися на ім’я міністра народної освіти з клопотанням про перетворення новозаснованого училища на земську класичну прогімназію з нового 1905/1906 навчального року. У вересні 1904 р. згідно постанови Золотоніських земських зборів 40-ї чергової сесії, Золотоніське земство відкрило чоловічий середній навчальний заклад – приватне училище другого розряду В. С. Тутолміна. У 1904 р. до училища вступило 88 учнів.

## Гімназія у 1905-1914 рр.
На 1.01.1905 р. училище складалося з підготовчого (старше та молодше відділення), першого та другого класів. З початком 1905/1906 р. навчального року училище було перейменоване на Золотоніську 4-х класну чоловічу прогімназію В. С. Тутолміна з надання їй прав урядових прогімназій, з середини 1906 р. – Золотоніська земська класична 4-и класна прогімназія, з 1908 р. – 5-ти класна прогімназія, з 1909 р. – 6-ти класна, з 1910 р. – 7-и класна гімназія. Чоловіча гімназія функціонувала у спеціальному приміщенні, яке було побудоване за кошт Золотоніського земства у період з 1909 по 1910 р. (архітектор А. Балавенський). З 1911 р. при гімназії видавалася щорічна стипендія ім. І. С. Тургенєва, фінансована Золотоніським земством. Щорічні звіти про діяльність гімназії друкувалися у «Отчетах» Золотоніської управи. 

## Радянська доба
За радянської доби заклад називався Золотоніська школа №4, де учні отримували семирічну освіту.
Під час Другої Світової війну у приміщенні школи знаходився евакошпиталь 26-ї армії, під керівництвом головного лікаря Золотоніської лікарні С.Л. Малиновського. Перший ешелон з пораненими прибув наприкінці червня.
Після захоплення міста німцями, спочатку окупанти відкрили власну школу, але потім закрили її і використовували школу у якості складських приміщень. Під час відступу, німці спалили будівлю школи. Тому після визволення міста, навчання проходило у будівлях-філіях школи №4.

## Випускники
До випускників цієї гімназії зокрема належить Семен Дмитрович Скляренко — український письменник, автор романів «Святослав», «Володимир», «Ярослав» (недописаний у зв'язку зі смертю), «Прапороносці». Школа була названа його ім'ям у 1962 році.

## Будівля
Школа отримала нову будівлю у 1988 році, за адресою Черкаська, 54.

## Співробітники
Почесний опікун — С. В. Лукашевич (1906 р.), Д. П. Капніст (на 1.01.1913 — на 1.01.1914 рр.), С. М. Кантакузін (на 1.01.1915 р.), А. М. Ніколаєв (на 1.01.1915 р.).
Завідувач (з 1905 р. — інспектор), учитель географії та історії — В. С. Тутолмін (1904, 1905 рр.), інспектор — Д. Г. Демченко (1906 р.), П. О. Ящинський (на 1.01.1907 р.), директор — Григорій Назаретович Саргіджанц (на 1.01.1909 — на 1.01.1914 рр.), інспектор — М. М. Міртовський (на 1.01.1911 — на 1.01.1915 рр.).
Секретар — О. М. Корбут (на 1.01.1907 р.), Г. Ю. Ігнатенко (на 1.01.1909 — на 1.01.1915 рр.).
Учитель Закону Божого — свящ. І. Г. Волков (1904 — на 1.01.1915 рр.).
Учитель іноземних мов (французької та німецької) — К. А. Ленчевська (1904 — на 1.01.1913 рр.), французької — О. О. Абрі (на 1.01.1914 — на 1.01.1915 рр.)
Учитель німецької мови — М. Ч. Зуфан (на 1.01.1909 — на 1.01.1910 рр.), Я. Г. Алтергот (на 1.01.1911 р.), Е. Г. Бейтельспахер (на 1.0.1913 — на 1.01.1915 рр.).
Учитель природничої історії та географії — Борис Дорошкевич (до середини 1905 р.), географії — І. Д. Батлер (з середини 1905 р.), Д. Г. Демченко (з середини 1905 — на 1.01.1914 рр.), О. Є. Вікторов (на 1.0.1915 р.), А. Г. Гора (на 1.01.1915 р.).
Учитель географії та історії — Євген Богуславський (на 1.01.1909 — на 1.01.1914 рр.).
Учитель історії — О. В. Авраменко (на 1.01.1915 р.).
Учитель чистописання та малювання — Л. А. Волошинський (1904, 1905 рр.), І. Н. Афанасьєв (на 1.01.1909 р.), П. К. Ліхін (на 1.01.1910 р.), Г. А. Слобожанінов (на 1.01.1911 — на 1.01.1915 рр.).
Учитель співів — М. Л. Галат (1904, 1905 рр.), В. Г. Сахновський (1906 — на 1.101.1910 рр.).
Учитель підготовчого класу — О. І. Сагарда (1904, 1905 рр.), В. Якобі (з 1905 р.), І. Г. Кондратьєв (на 1.01.1911 р.), І. Ф. Рибальський (на 1.01.1913 — на 1.01.1915 рр.).
Учитель (2-й) підготовчого класу — М. М. Лобунець (з 1905 — на 1.01.1910 рр.)
Учителі (за наймом) Золотоніського трикласного міського училища – О. С. Величко (1904 – до середини 1905 рр.), Я. В. Россинський (1904 – до травня 1905 рр.), М. Г. Брянський (1904 – до середини 1905 рр.).
Учитель історії та латинської мови — Л. І. Яцунов (з половини 1905—1906 рр.), М. М. Міртовський (на 1.01.1909 — на 1.01.1910 рр.).
Учитель латинської мови — В. О. Бершинський (на 1.01.1915 р.). Учитель — А. М. Пономаренко (травень — липень 1905 р.).
Учитель математики — О. І. Демідов (з середини 1905—1906 рр.), І. І. Лебедєв (на 1.01.1909 р.), Г. О. Іванов (на 1.01.1915 р.).
Учитель математики та фізики — Михайло Злобинців (на 1.01.1910 — на 1.01.1915 рр.).
Учитель словесності — В. І. Богаєвський (з половини 1905—1906 рр.), В. О. Заборський (на 1.01.1909 р.), І. В. Власовський (на 1.01.1910 — на 1.01.1914 рр.), П. Л. Адамович (на 1.01.1915 р.), М. О. Каменський (на 1.01.1915 р.).
Учитель словесності та латинської мови — О. Ф. Єфремов (на 1.01.1913 р.), Б. М. Авер'янов (на 1.01.1914 р.).
Учитель правознавства — Д. С. Крамаренко (на 1.01.1911 — на 1.01.1915 рр.).
Учитель гімнастики — П. М. Тищенко (на 1.01.1913 р.), В. О. Ястржембський (на 1.01.1914 р.).
Помічники класних наставників — Д. А. Маркіанов (1905 р.), С. Т. Воропай (1905 р.), О. Т. Мефедов (1906 р.), Ф. А. Шульга (на 1.01.1909 — на 1.01.1911 рр.), В. Г. Сахновський (на 1.01.1911 — на 1.01.1915 рр.).
Лікар — В. Ф. Греченко (1905 — на 1.01.1915 рр.).

## Люди
У гімназії навчались та викладали:
- Семен Скляренко (1901—1962) — навчався, український письменник, автор історичних романів та белетрист.[3]
- Володимир Клименко — заслужений вчитель України, «Відмінник освіти УРСР та СРСР», кавалер орденів Знаку Пошани, Жовтневої Революції, нагороджений численними медалями та грамотами.[джерело?]
- Калина В. П. — Заслужений лікар України, завідувач хірургічного відділу Золотоніської ЦРЛ.[джерело?]
- Галат М. С. — Заслужений вчитель України, старший вчитель, вчитель-методист, художник.[джерело?]
- Теслнеко Г. М. - Пенсионер, не нагороджений численними медалями та грамотами.